# Skandinavizmus

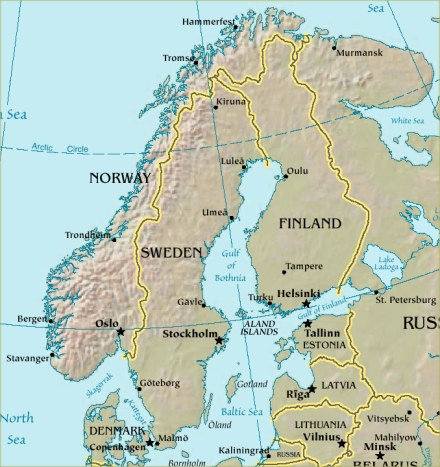
Skandinávia

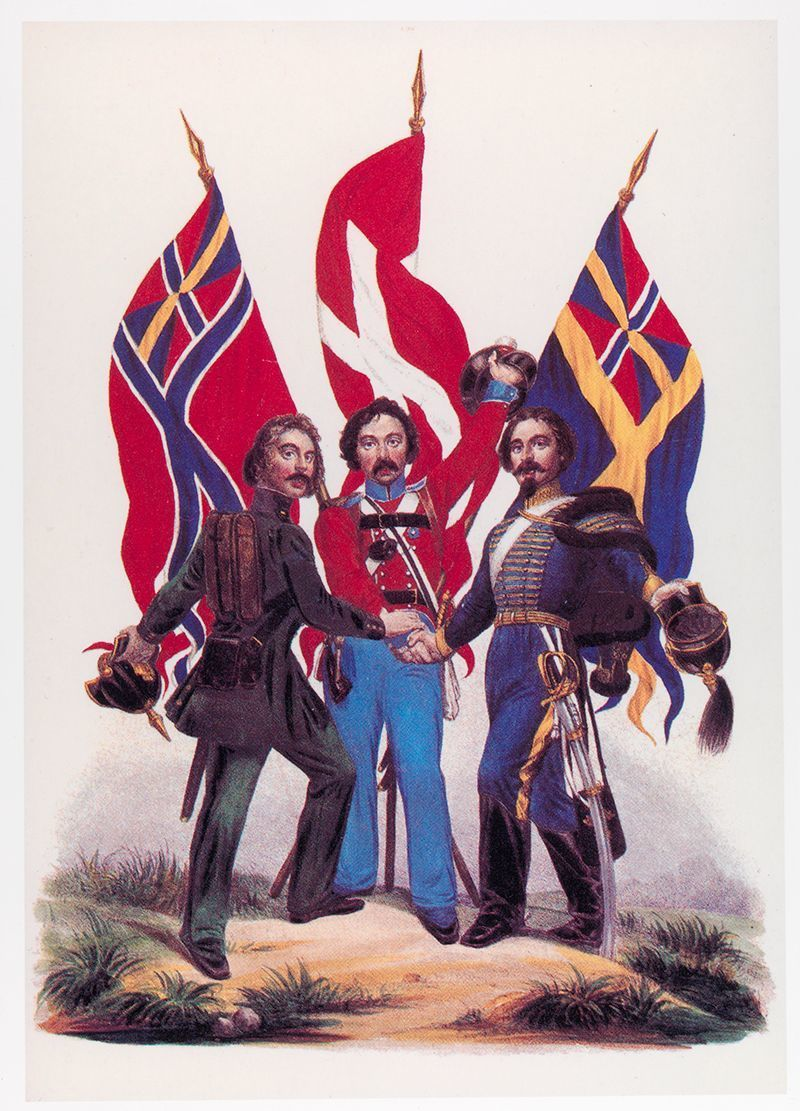
A skandinavizmus képi ábrázolása

A skandinavizmus (vagy skandinávizmus) egy politikai irányzat volt, eszméje Skandinávia országainak: Svédországnak, Norvégiának és Dániának egységes skandináv birodalommá alakítását célozta. (Skandinávia a szó szoros értelmében Svédország, Norvégia és Dánia gyűjtőneve, de a magyar szóhasználatban gyakran Finnországot, Izlandot és Feröert is beleértik.)

## A Monetáris Unió
Dánia és Svédország 1873. május 5-én alapította meg a Skandináv Monetáris Uniót. Pénznemeiket ugyanolyan aranyalapra helyezték és közös árfolyamot hoztak létre. Norvégia – ami akkor Svédországhoz tartozott – 1875-ben lett a szervezet tagja, amikor fizetőeszközét a dánnal és svéddel megegyező aranyalapra helyezte. A monetáris unió a 19. századi skandinavista mozgalom kevés kézzelfogható eredményének az egyike.
Az unió fix átváltási arányokat és pénzügyi stabilitást hozott, de tagjai továbbra is saját pénznemeiket használták. Bár nem lehetett előre megjósolni, de a stabilitásnak köszönhetően az eredetileg egymástól független pénznemeket a tagországok saját törvényes fizetőeszközeikkel egyenrangúnak ismerték el.
1914-ben az első világháború kitörésével megszűnt a monetáris unió. 1914. augusztus 2-án Svédország felhagyott az aranyalap használatával, így a meghatározott átváltási arány nélkül a szabad pénzforgalom is megszűnt.

## Henrik Ibsen
Henrik Ibsen, a nagy norvég drámaíró, az első, polgári környezetben játszódó darabjának,  A szerelem komédiájának 1862-es bukása után, a poroszok elleni háborúban a Dániát magára hagyó skandinavizmus eszméjében csalódott és Björnson segítségével szerzett állami ösztöndíjjal külföldre utazott.